# Морнінгсайд (Південна Дакота)
Морнінгсайд (англ. Morningside) — переписна місцевість (CDP) в США, в окрузі Бідл штату Південна Дакота. Населення — 70 осіб (2020).

## Географія
Морнінгсайд розташований за координатами 44°21′59″ пн. ш. 98°11′1″ зх. д. / 44.36639° пн. ш. 98.18361° зх. д. (44.366252, -98.183489).  За даними Бюро перепису населення США в 2010 році переписна місцевість мала площу 1,33 км², уся площа — суходіл.

## Демографія
Згідно з переписом 2010 року, у переписній місцевості мешкало 105 осіб у 41 домогосподарстві у складі 24 родин. Густота населення становила 79 осіб/км².  Було 57 помешкань (43/км²).
Расовий склад населення:
| - 98,1 % — білих |

До двох чи більше рас належало 1,9 %. Частка іспаномовних становила 15,2 % від усіх жителів.
За віковим діапазоном населення розподілялося таким чином: 24,8 % — особи молодші 18 років, 60,0 % — особи у віці 18—64 років, 15,2 % — особи у віці 65 років та старші. Медіана віку мешканця становила 42,5 року. На 100 осіб жіночої статі у переписній місцевості припадало 133,3 чоловіків;  на 100 жінок у віці від 18 років та старших — 125,7 чоловіків також старших 18 років.
За межею бідності перебувало 9,7 % осіб, у тому числі 0,0 % дітей у віці до 18 років та 0,0 % осіб у віці 65 років та старших.
Цивільне працевлаштоване населення становило 42 особи. Основні галузі зайнятості: роздрібна торгівля — 42,9 %, виробництво — 31,0 %, мистецтво, розваги та відпочинок — 16,7 %, освіта, охорона здоров'я та соціальна допомога — 9,5 %.